# 韋斯普
韋斯普（荷蘭語：Weesp，發音：[ʋeːsp] ⓘ）是荷蘭的城鎮與舊市镇，位於該國西北部，由北荷蘭省負責管轄，面積21.88平方公里，2007年人口17,529，人口密度為每平方公里852人。2022年3月24日，韦斯普併入阿姆斯特丹市鎮
。

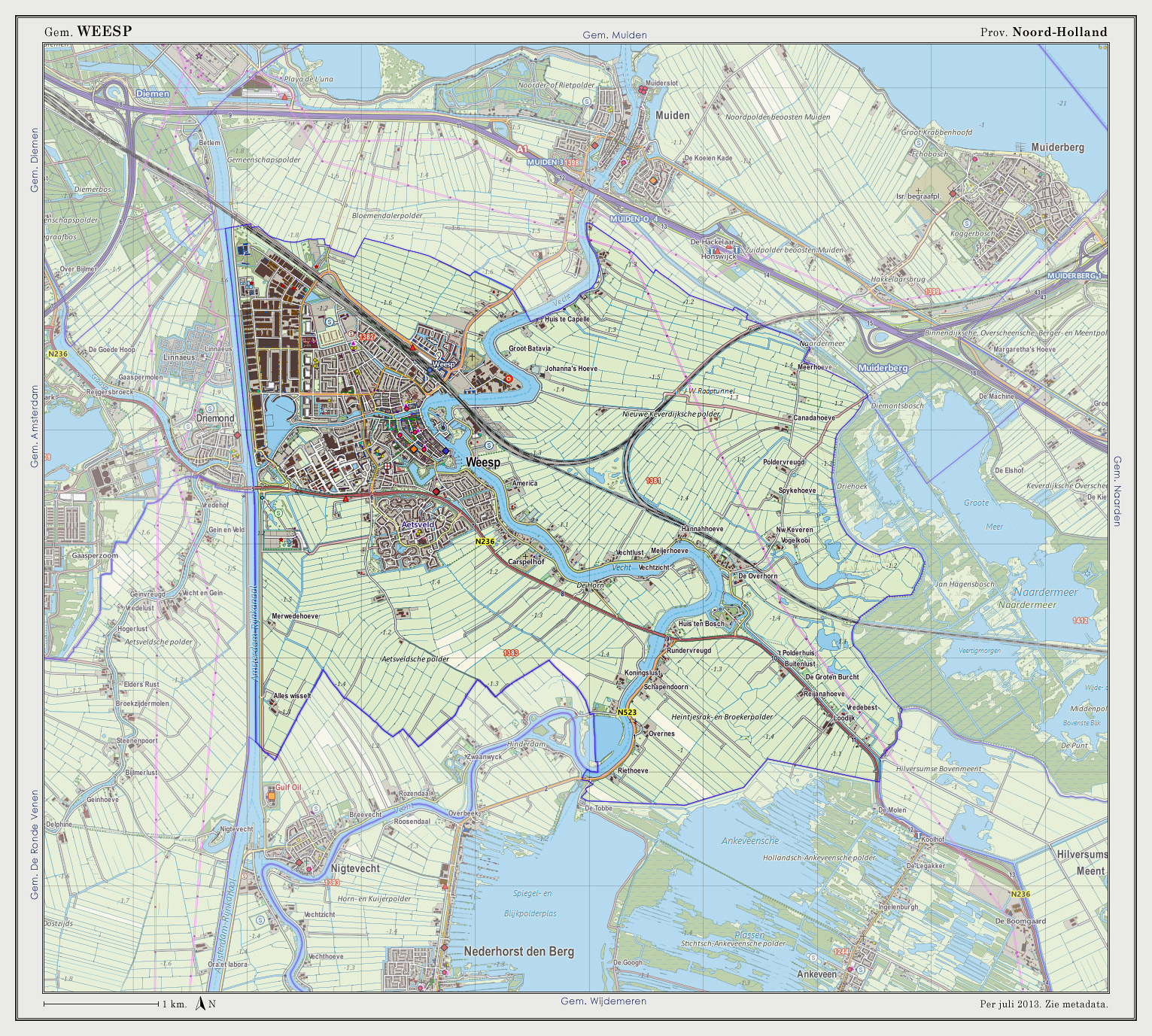
2013年7月韦斯普地形图
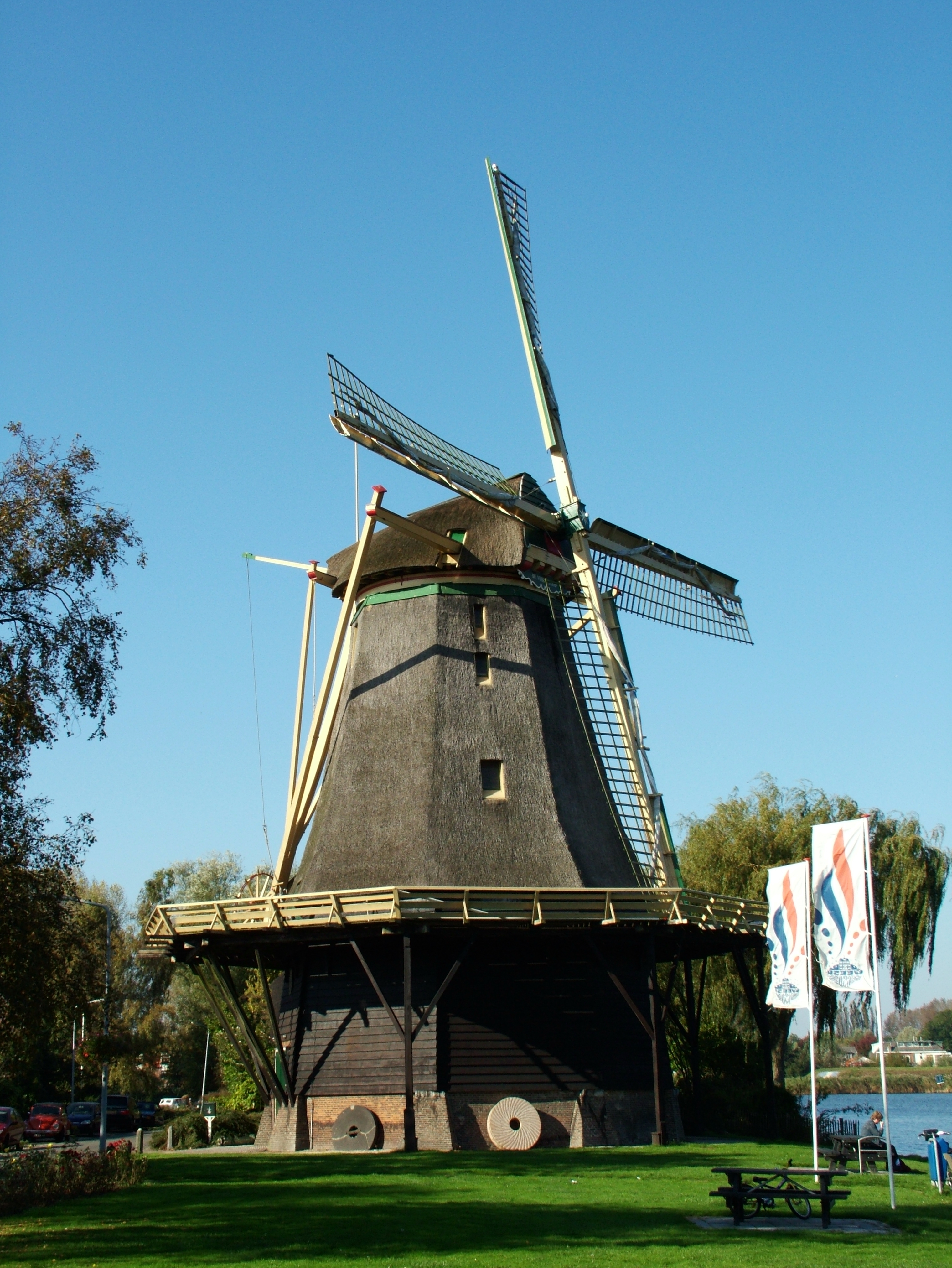
韦斯普三个风车之一
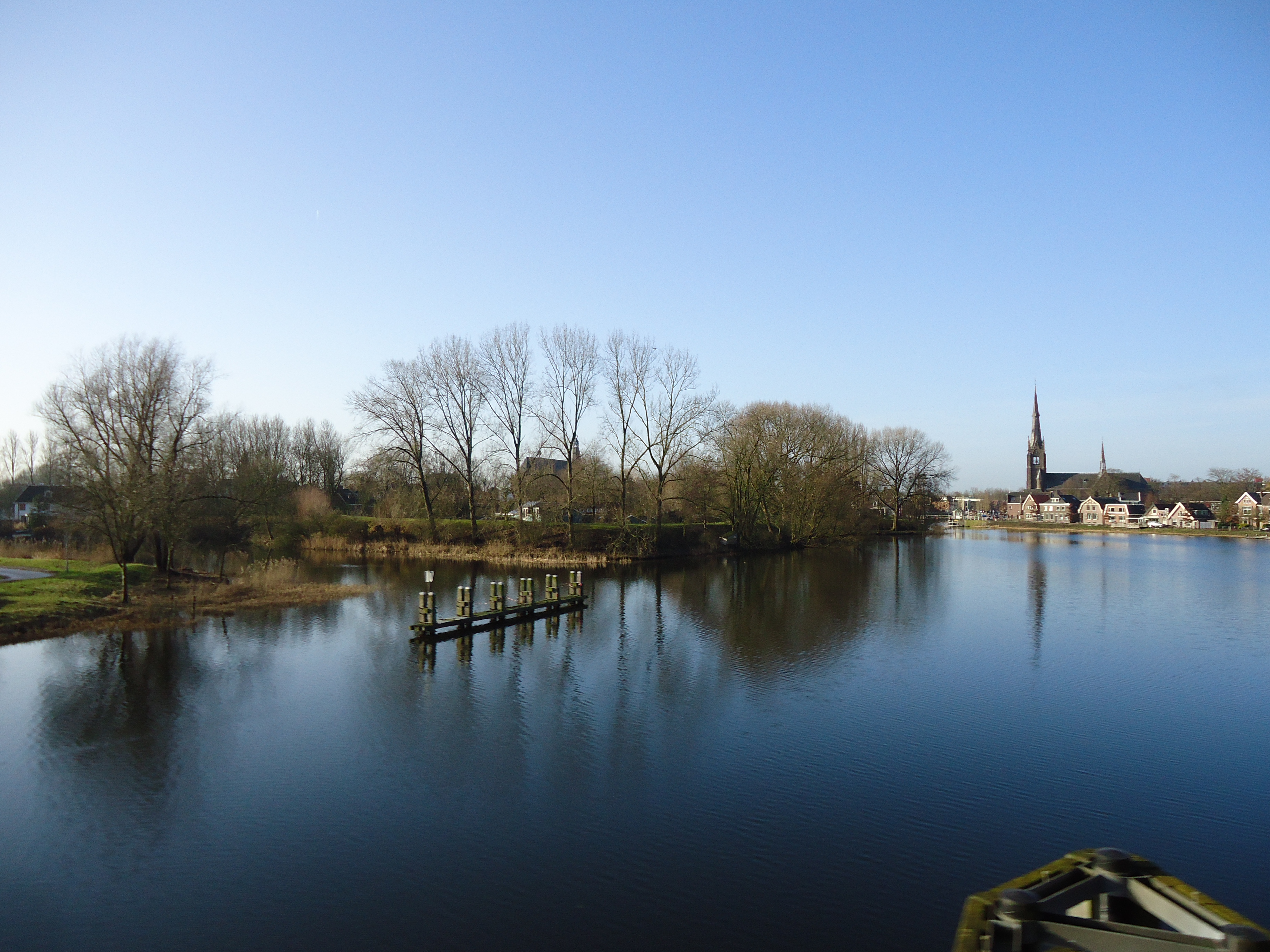
韦斯普风景
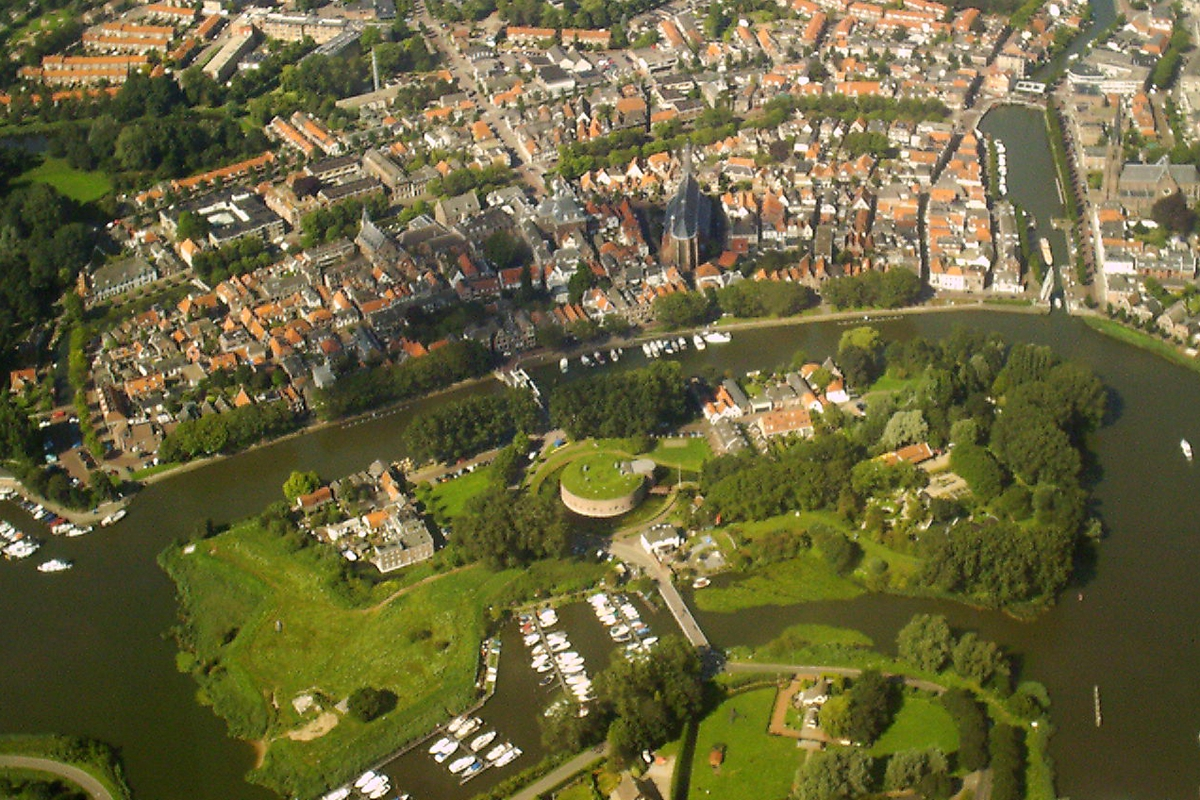
韦斯普的码头

## 外部連結
- Official website Weesp （页面存档备份，存于） （荷兰文）
- Local radio station Radio Weesp （页面存档备份，存于） （荷兰文）
- Local newspaper WeesperNieuws （页面存档备份，存于） （荷兰文）
- Big annual event Sluis- en Bruggenfeest （页面存档备份，存于） （荷兰文）
- Weesp 650-years city rights （荷兰文）
- Weesper windmills （页面存档备份，存于） （荷兰文）
- Local theatre City of Wesopa （页面存档备份，存于） （荷兰文）
- Fire Department Weesp (must see) （荷兰文）